# Aubach (Erlau)
Der Aubach ist ein linker Nebenfluss der Erlau im Bayerischen Wald in Niederbayern.

## Geographie

### Lauf
Der Aubach entspringt am Südfuß des Renftings (808 m ü. NHN) ostsüdöstlich der Stadtmitte von Hauzenberg in der Gemarkung des Stadtteils Germannsdorf an dessen östlichstem Weiler Neuhäusl. Er entfließt an der Waldgrenze zum Heckenholz im Süden des Weilers einem kleinen Teich auf etwa 729 m ü. NHN, der von Osten her einen kurzen Grabenzulauf hat. Der Aubach selbst fließt westwärts ab, erst am Waldrand, dann durch eine Talkerbe im Wald hinunter zur Ritzermühle von Germannsdorf, wo die offene, flache Flur wieder einsetzt und der erste Zufluss Ruhmannsdorfer Graben aus dem Nordnordosten zuläuft, ein Waldbach, der sowohl länger ist als auch ein größeres Einzugsgebiet zwischen den Bergspitzen des Ruhmannsbergs (862 m ü. NHN) im Nordwesten und des Renftings im Südosten hat. 
In der Zulaufrichtung dieses Baches fließt der Aubach kurz weiter und erreicht bald seinen nächsten Laufknick nach Westen nahe dem ersten Haus außerhalb von Germannsdorf am Mühlweg, wo der kurze Mühläckbach auf nurmehr 543 m ü. NHN von Osten her zuläuft. Er durchzieht danach das Kirchdorf Germannsdorf und kehrt sich anschließend nach Süden, wo ihn am Nordrand der Siedlung Kropfmühl der Ruhmannsdorfer Bach von weit im Norden her speist. Nach Passieren von Kropfmühl und eines kleinen Gewerbegebietes beidseits im Tal folgt dem hinfort mit weiterhin schnellen Richtungswechseln insgesamt etwa südwestwärts laufenden Bach nun recht genau die Kommunalgrenze zwischen der Stadt Hauzendorf am rechten und dem Markt Untergriesbach am linken Ufer. Ab hier läuft er auf etwas mehr als der Hälfte seines gesamten Laufs in einem meist bewaldeten Kerbtal mit Besiedlung nur durch zwei Mühlplätze. Der erste, die Hauzenberger Wastlmühle, wo das Bachniveau inzwischen unter 457 m ü. NHN liegt, folgt schon bald zwischen zwei dicht aufeinanderfolgenden Zuflüssen aus etwa nördlicher Richtung.
Danach streben in viel größerem Abstand zwei Zuflüsse aus dem Gebiet von Untergriesbach, der Mühläckergraben und das Scharbachl, westwärts dem Aubach zu. Nach dem letzten liegt die Hauzenberger Aubachmühle am rechten Ufer und der letzte rechte Zufluss Pislingbächlein fließt ein. Nach längerer Strecke betritt der Aubach auf dem letzten halben Kilometer seines Laufs das Gemeindegebiet von Thyrnau und mündet neben der Eisenbahnbrücke der stillgelegten Bahnstrecke Passau-Voglau–Hauzenberg durchs Erlautal beim Thyrnauer Weiler Schmölz auf etwa 337 m ü. NHN von links und zuletzt Norden in die untere Erlau.

### Zuflüsse
Von der Quelle zur Mündung. Auswahl.
Ursprung des Aubachs auf ca. 729 m ü. NHN an einem Teichauslauf ca. 100 m südlich des westlichen Siedlungsteils des Weilers Neuhäusl auf der Germannsdorfer Teilgemarkung der Stadt Hauzenberg.  In den Teich führt von oberhalb und Osten ein rund 200 m langer Graben. Der Aubach fließt westwärts aus und fließt danach in fortlaufend wechselnden Richtungen meist zwischen Westen und Süden.
- Ruhmannsdorfer Graben, von rechts und Nordnordosten an der Ritzermühle östlich des Dorfes Kollersberg der Stadt Hauzenberg
- Mühläckgraben (!), von links und Osten auf 543 m ü. NHN vor dem ersten Haus am Mühlenweg des Kirchdorfes Germannsdorf
- Ruhmannsdorfer Bach, von rechts und Norden am Ortsanfang der Germannsdorfer Siedlung Kropfmühl.
Ab Kropfmühl verläuft die Stadtgrenze von Hauzenberg im Nordwesten zum Markt Untergriesbach links und im Südosten fast bis zuletzt im Bach oder dicht an seinem Ufer.
- (Bach durch den Furthweiher), von rechts und Nordnordosten an der Kläranlage nach Kropfmühl
- (Bach vom Dorf Jahrdorf her), von rechts und Norden nach dem Hauzenberger Weiler Wastlmühle
- Mühläckergraben (!), von links und Osten beim Dorf Leizesberg von Markt Untergriesbach
- Scharbachl, von links und Ostsüdosten vor der Aubachmühle von Hauzenberg
- Pislingbächlein, von links und Nordosten nach der Aubachmühle

Mündung des Aubachs auf ca. 337 m ü. NHN nach der Eisenbahnbrücke beim Weiler Schmölz der Gemeinde Thyrnau von links und zuallerletzt Norden in die untere Erlau. Auf dem letzten etwa 400 Metern des Laufs hat Thyrnau den vorigen Anrainer Untergriesbach am linken Ufer abgelöst, zuletzt auch Hauzenberg am rechten.

## Verkehr
Bei Germannsdorf tritt die Kreisstraße PA 40 aus dem Südosten ins hier eher flache Tal und kreuzt den Aubach zu ihrer Einmündung in die Staatsstraße St 2320. Diese läuft kurz bei Kropfmühle auf dem sich schon wieder eintiefenden Talgrund und steigt südwärts aus ihm auf. Danach läuft im Tal dem Bach entlang keinerlei Straße mehr, das nur von zwei Gemeindeverbindungsstraßen gequert wird und in dessen Talgrund nur zwei Stichstraßen absteigen.

## Tourismusattraktionen am Aubach
- Am Besucherbergwerk in Kropfmühl beginnt ein Geo-Lehrpfad entlang des Aubachs. Begleitet von Lehrtafeln zu Geologie, Landschaft, Vegetation und Graphitabbau, lässt sich dieser Pfad auch für eine Wanderung nutzen.
- Das Aubachtal ist ein Streckenabschnitt des Donau-Perlen-Radrundweges.